# Шимичек, Роман
Роман Шимичек (чеш. Roman Šimíček; 4 ноября 1971, Острава, Чехословакия) — бывший чешский хоккеист, нападающий. Чемпион мира 1999 года, бронзовый призёр чемпионата мира 1997 года. В настоящее время является главным тренером клуба словацкой Экстралиги «Кошице».

## Биография
Роман Шимичек начал свою карьеру в 1989 году, в клубе «Витковице». В 1998 году он впервые решил сменить команду, уехав в Финляндию, где отыграл два сезона. В 2000 году Шимичек перебрался за океан. Он играл в НХЛ за «Питтсбург Пингвинз» и «Миннесоту Уайлд». В 2002 году он вернулся в Европу, сезон 2002/03 начал в финской лиге, но  уже по ходу сезона вернулся на родину и выступал в чешской Экстралиге на протяжении 7 сезонов. Последние 4 года своей карьеры он провёл в Словакии и Польше. Завершил игровую карьеру летом 2013 года.
Самых больших успехов Шимичек добился в составе сборной Чехии по хоккею. В 1999 году он стал чемпионом мира, а в 1997-м бронзовым призёром мирового чемпионата.
Сразу после окончания хоккейной карьеры стал тренером. Работал в клубах «Витковице», «Скалица», «Зноймо».
С 1 февраля 2018 года — главный тренер клуба словацкой Экстралиги «Кошице».

## Достижения
- Чемпион мира 1999
- Бронзовый призёр чемпионата мира 1997
- Серебряный призёр чемпионата Чехии 1997 и чемпионата Польши 2011
- Бронзовый призёр чемпионата Чехии 1998, 2003, 2004, чемпионата Финляндии 1999, 2000 и чемпионата Польши 2013

## Статистика
- Чемпионат Чехии (Чехословакии) — 645 игр, 378 очков (151+227)
- Сборная Чехии — 53 игры, 7 шайб
- НХЛ — 63 игры, 17 очков (7+10)
- АХЛ — 53 игры, 27 очков (13+14)
- Чемпионат Финляндии — 118 игр, 106 очков (42+64)
- Чемпионат Словакии — 37 игр, 28 очков (9+19)
- Чемпионат Польши — 117 игр, 113 очков (44+69)
- Кубок Польши — 3 игры, 2 очка (1+1)
- Всего за карьеру — 1089 игр, 274 шайбы